# الغريب (مسلسل مغربي)
الغريب هو مسلسل فنتازيا ملحمي مغربي عُرض سنة 2012، من تأليف نوفل التريكي، وإخراج ليلى التريكي، وبطولة كل من محمد مروازي، وفريدة بوعزاوي، وربيع القاطي، وعز العرب الكغاط، وعادل أبا تراب. تدور الأحداث في جو ملحمي يجمع بين الحركة، والرومانسية وصراع الحب والواجب، من خلال قصة ليل قائد جيوش الحمية الذي يجد نفسه مجبرًا على اتخاذ قرار مصيري بين وفائه لعشيرته أو مشاعر حبه.

## قصة المسلسل
ليل هو قائد جيوش الحمية محارب فريد وشجاع يحمل رموز الذئب ويحكم الأرض، لا يعرف لنفسه عائلة غير شخصين هما يارا ونيران اللذين يعتبرهما مثل إخوته رغم أنهما المنافسان له في القيادة والحكم، تسير الأمور بشكل طبيعي في الحمية، حتى يتغير كل شيء فجأة عندما تنقلب يارا على حكم الحمية وتقود المقاومة ضد الطغاة ويتم تكليف ليل ونيران بالقبض عليها أو قتلها، لكن مشاعر ليل تدفعه لحماية يارا، الأمر الذي لا يروق لنيران ويجعله يقف في وجهه، تحكم الحمية على ليل بالإعدام لخيانته ويتم تكليف نيران بتنفيذ الحكم، لكن ليل يتمكن من الفرار من نيران وجنود الحمية اللذين يريدون التخلص منه، فينطلق هاربًا رفقة يارا في مغامرة عبر أراضٍ غامضة، بحثًا عن الحقيقة والمجهول.

## طاقم التمثيل
- محمد مروازي بدور ليل
- فريدة بوعزاوي بدور يارا
- ربيع القاطي بدور نيران
- عز العرب الكغاط بدور سيمار
- عادل أبا تراب

### الحمية
- عبد اللطيف شوقي
- عبد الله العمراني
- أمين الناجي
- نور الدين التوامي بدور قسي
- أحمد حمود
- ربيع بن جحايل

### قرية العنكبوت
- عزيز البوزاوي
- نبيل المنصوري
- أنس العاقل
- هاجر كريكع
- عقبة ريان

### جبل النار
- أحمد أولاد

### القافلة
- مريا للواز
- نورية بن إبراهيم بدور ليليا
- فاطمة هراندي
- نرجس الحلاق
- رشيدة نايت بلعيد
- مريم شاطحة

### أصوريا
- سميرة صقيل
- محمد ابن بار
- مريم الزعيمي
- مالك أخميس
- عبد النبي البنيوي
- عبد الحق بلمجاهد
- يوسف موليل
- مينة الشاوي
- سيف الدين آيت موسى
- أحلام شرف الدين
- نجاة حدادو
- نبيل بوعبيد
- نورة فهمي
- خديجة مسوكي
- هشام وراقة
- كوكو بويليزي
- هدى أسكاسي

### مدينة الورود
- عبد اللطيف التحفي
- حسن بن عبيدة
- كلوديا بويليزي
- رشيدة كورعان
- لينا مومن
- أحمد أزناك
- محمد عكاري
- علي الشرقاوي
- عبد الإله خنيسة
- مبارك ديب
- عبد العزيز بوجدعة

### تحت الأرض
- أمين ناسور
- عبد اللطيف الخمولي

### إيولياس
- محمد الحوضي
- سكينة الفضايلي
- أنيس الكوهن
- نورا
- محمد بوسالم

### إيريام
- ياسين أحجام
- قدس جندل
- سناء موحي الدين
- سعيد ضريف
- أيمن الجباري

## فكرة المسلسل
تعود فكرة المسلسل الأصلية للمخرجة ليلى التريكي التي قدمت المعالجة الدرامية وأشرفت أيضًا على فريق الكتابة بمساعدة كيث كوننغهام وتوم شلسنكر. قصة المسلسل مقتبسة في الأصل عن قصة سينوبسيس للكاتب نوفل التريكي الذي شارك أيضًا في كتابة السيناريو إلى جانب يونس بواب وكاتب السيناريو هشام العسري.

## الإنتاج
المسلسل من أضخم ميزانيات الإنتاج التلفزيوني التي قدمها التلفزيون المغربي، حيث بلغت ما يزيد عن مليار سنتيم مغربي واستخدم في إنتاجه أحدث التقنيات المتوفرة، كما استعملت فيه مؤثرات بصرية عالية الجودة، وبلغ مستوى جيد في فن إدارة المعارك وركوب الخيل، الملابس والماكياج كانا في مستوى جيد أيضًا، وكذا التصوير والاعتماد على كادرات رائعة مما توفره الطبيعة الجغرافية المتنوعة للمغرب. المسلسل يتم تقديمه ولأول مرة باللغة العربية الفصحى، ووقف وراء إنجازه طاقم تقني يضم ستة وخمسين فردًا وطاقم فني يضم أزيد من خمسين ممثلًا وكان ذلك في محاولة لجعل الدراما المغربية تتخطى الحدود لتجد لها موطئ قدم في سوق الدراما العربية.

## وصلات خارجية
- الغريب على موقع قاعدة بيانات الأفلام العربية